# Huang Shu-hsia
Huang Shu-hsia (黃淑霞T, Huáng ShūxiáP; 25 luglio 1959) è un'ex cestista taiwanese.

## Carriera
Con Taiwan ha disputato i Campionati mondiali del 1986.